# Pfarrhaus Ebersbach (Obergünzburg)

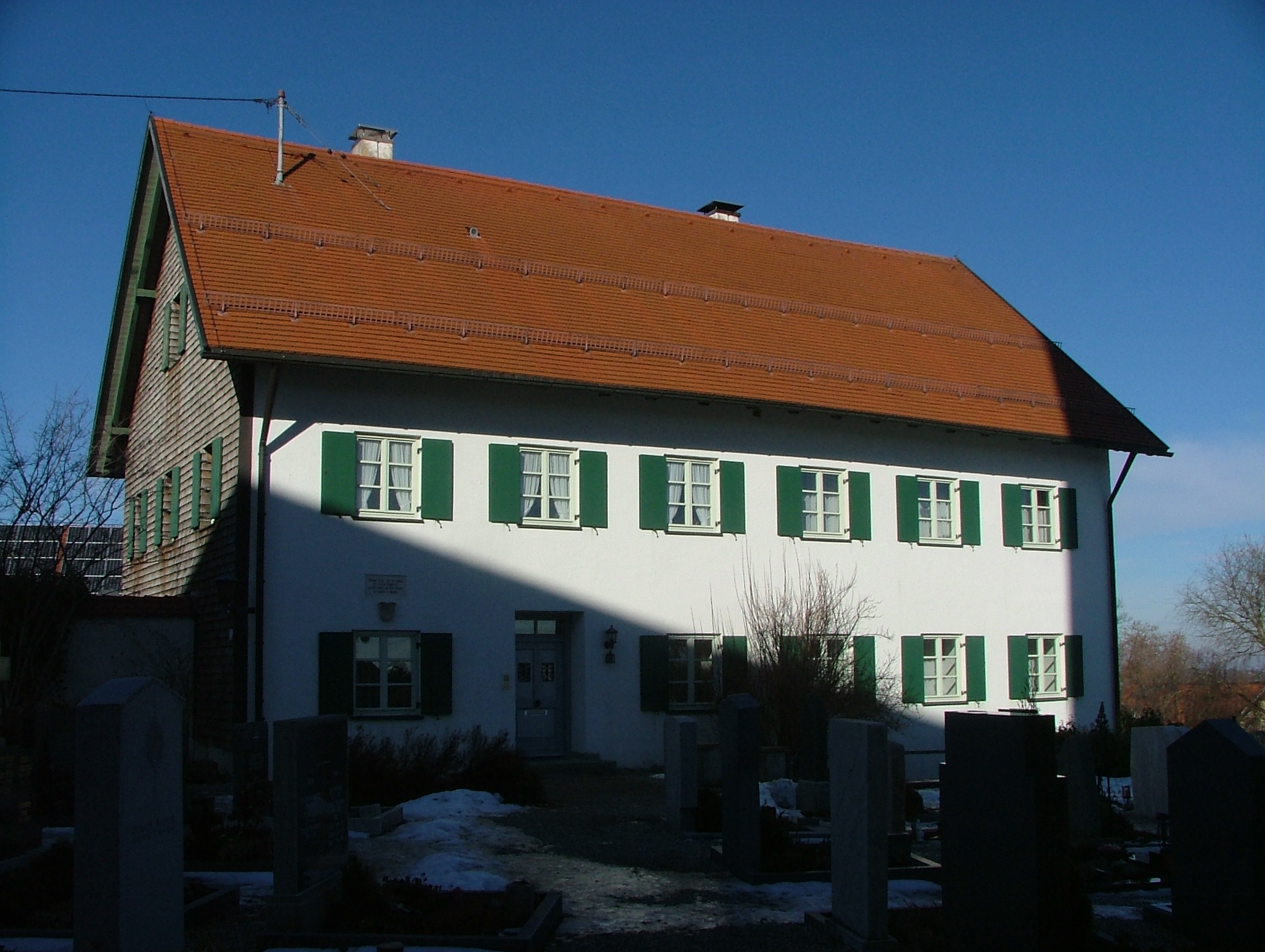
Pfarrhaus in Ebersbach

Das Pfarrhaus in Ebersbach, einem Gemeindeteil von Obergünzburg im Landkreis Ostallgäu im bayerischen Regierungsbezirk Schwaben, wurde 1689/90 errichtet. Das Pfarrhaus an der Willofser Straße 2, nördlich der katholischen Pfarrkirche St. Ulrich, ist ein geschütztes Baudenkmal.
Der zweigeschossige Satteldachbau mit Schindelverkleidung am Giebel besitzt drei zu sechs Fensterachsen. Das im 19. Jahrhundert umgebaute Pfarrhaus besaß eine Hauskapelle.